# 아이다촌 (나가노현)
아이다촌(会田村)은 나가노현 히가시치쿠마군에 있던 촌이다. 현재의 마쓰모토시에 해당한다.

## 역사
- 1874년 1월 23일 - 아이다촌이 성립하였다.
- 1876년 8월 21일 - 나가노현에 소속되었다.
- 1879년 1월 4일 - 군구정촌 편제법에 의해 히가시치쿠마군에 소속되었다.
- 1889년 4월 1일 - 정촌제 시행에 의해 아이다촌의 일부 외 3촌의 구역을 확장해 성립하였다.
- 1955년 4월 1일 - 니시키베촌, 나카가와촌, 고조촌과 합병해 시가촌이 성립하여, 동일 아이다촌은 폐지되었다.

## 교통

### 철도
- 국도 제143호선

현재는 구 촌역에 나가노 자동차도가 통과하지만 당시엔 미개통.

## 그 외
촌에서는 송이버섯이 풍부하게 생산되어 1950년대에는 관광객을 대상으로 한 송이버섯 채취가 활발히 이루어졌으며, 1953년 9월 26일에는 송이버섯 채취객 18명을 태운 자동삼륜차가 전복되어 15명이 사망하는 사고가 발생하기도 했다.

## 참고문헌
- 角川日本地名大辞典 20 長野県